# تيم سميث (لاعب كرة قدم)
تيم سميث (بالإنجليزية: Tim Smith)‏ (20 مارس 1957 في الولايات المتحدة - ) هو لاعب كرة قدم أمريكية ولاعب كرة قدم أمريكي في مركز مستقبل واسع ‏. لعب مع تينيسي تايتانز.

## وصلات خارجية
- تيم سميث على موقع مرجع كرة القدم المحترفة.كوم (الإنجليزية)